# 1939-45 Star
La 1939-1945 Star (Étoile de la guerre 1939-1945) est une des 8 étoiles de campagnes de la Seconde Guerre mondiale. Il s'agit d'une décoration militaire britannique décernée aux soldats du Royaume-Uni et du Commonwealth of Nations (plus rarement aux étrangers).

## Conditions d'attributions
Cette décoration est décernée en reconnaissance du service opérationnel du récipiendaire durant la Seconde Guerre mondiale (1939-1945) entre le 3 septembre 1939 et le 8 mai 1945 (Europe) ou le 2 septembre 1945 (Asie). Les conditions d'attributions dépendent de la branche d'armée (Air Force, Navy, Army…) dans laquelle le récipiendaire a servi :
- Army ("Armée de Terre"): 6 mois de services déployé en zone opérationnelle ;
- Royal Air Force ("Armée de l'Air") : 2 mois de services dans une unité opérationnelle pour du personnel volant avec au moins une mission de guerre. Pour les autres 6 mois de services dans une zone opérationnelle. Les équipages ayant participé à la bataille d’Angleterre du 10 juillet au 31 octobre 1940 arborent la barrette Battle of Britain sur le ruban. Cas particulier des unités aéroportées : participation à une opération (saut opérationnel) et 2 mois de service dans une unité opérationnelle ;
- Royal Navy ("Marine de guerre") : 6 mois de services embarqué en zone opérationnelle ;
- Royal Merchant Navy ("Marine marchande"): 6 mois de services dans une zone opérationnelle ;
- Royal Observer Corps (Organisation de défense civile) : 1080 jours de services.

Cette médaille est attribuée sans conditions de durée en cas de blessure, de décès et pour les prisonniers de guerre ainsi que pour ceux qui ont reçu une citation (Mentioned in Despatch) ou une décoration pour conduite valeureuse ou extraordinaire au feu (Victoria Cross, Distinguished Service Order, Military Cross, Military Medal, etc.).

## Aspect de la Décoration

### Description
La décoration "1939-1945 Star" est une étoile en bronze de 44 mm de hauteur et de 38 mm de largeur. L'étoile possède six branches avec en son centre les initiales du roi George VI, surmontées de la couronne royale, et entourées de la légende : THE 1939-1945 STAR. Au revers, le nom du récipiendaire peut y être apposé (plus rarement) ainsi que son matricule.

### Ruban
Le ruban est composé de trois bandes d'égale largeur, bleu foncé, rouge et bleu pâle qui représentent respectivement la Marine (NAVY), l'Armée de terre (ARMY) et l'Aviation (R.A.F.). Dans le cas de la réception de l'agrafe « Battle of Britain », le ruban est complété en son centre par une rosette d'argent dorée.

## Particularités
Il s'agit de la première de la série de 8 étoiles de campagne dont l'aspect est identique à toutes les autres, à savoir : 1939-45 Star, Atlantic Star (en), Air Crew Europe Star, Africa Star, Pacific Star, Burma Star, Italy Star et France and Germany Star. Seuls la légende et le ruban sont spécifiques à chaque médaille.